# Nesticus yamato
Nesticus yamato là một loài nhện trong họ Nesticidae.
Loài này thuộc chi Nesticus. Nesticus yamato được Takeo Yaginuma miêu tả năm 1979.